# العلاقات السعودية القرغيزية
العلاقات السعودية القرغيزية يقصد بها العلاقة التي تجمع بين المملكة العربية السعودية بقيرغيزستان. كانت تتمثل علاقات السعودية الدبلوماسية والتجارية مع قيرغيزستان عن طريق سفير المملكة في جمهورية كازخستان كسفير غير مقيم في هذه البلاد. تم افتتاح سفارة المملكة العربية السعودية في العاصمة بشكيك في نهاية ديسمبر 2011م، حيث كلف السفير بالقيام بأعمال السفارة، وفي 21 مايو 2013 باشر السفير عمله كأول سفير مقيم للمملكة في العاصمة بشكيك.

## التعاون الاقتصادي
يربط البلدان نوعان من تنسيق الجهود التجارية والاقتصادية، الأول: المنتدى السعودي القرغيزي الذي يعقد بشكل سنوي بين البلدين، الثاني: منتدى الاقتصادي العربي مع دول آسيا الوسطى، والذي عُقدت أولى دوراته في العاصمة الرياض عام 2014.